# عين عريك

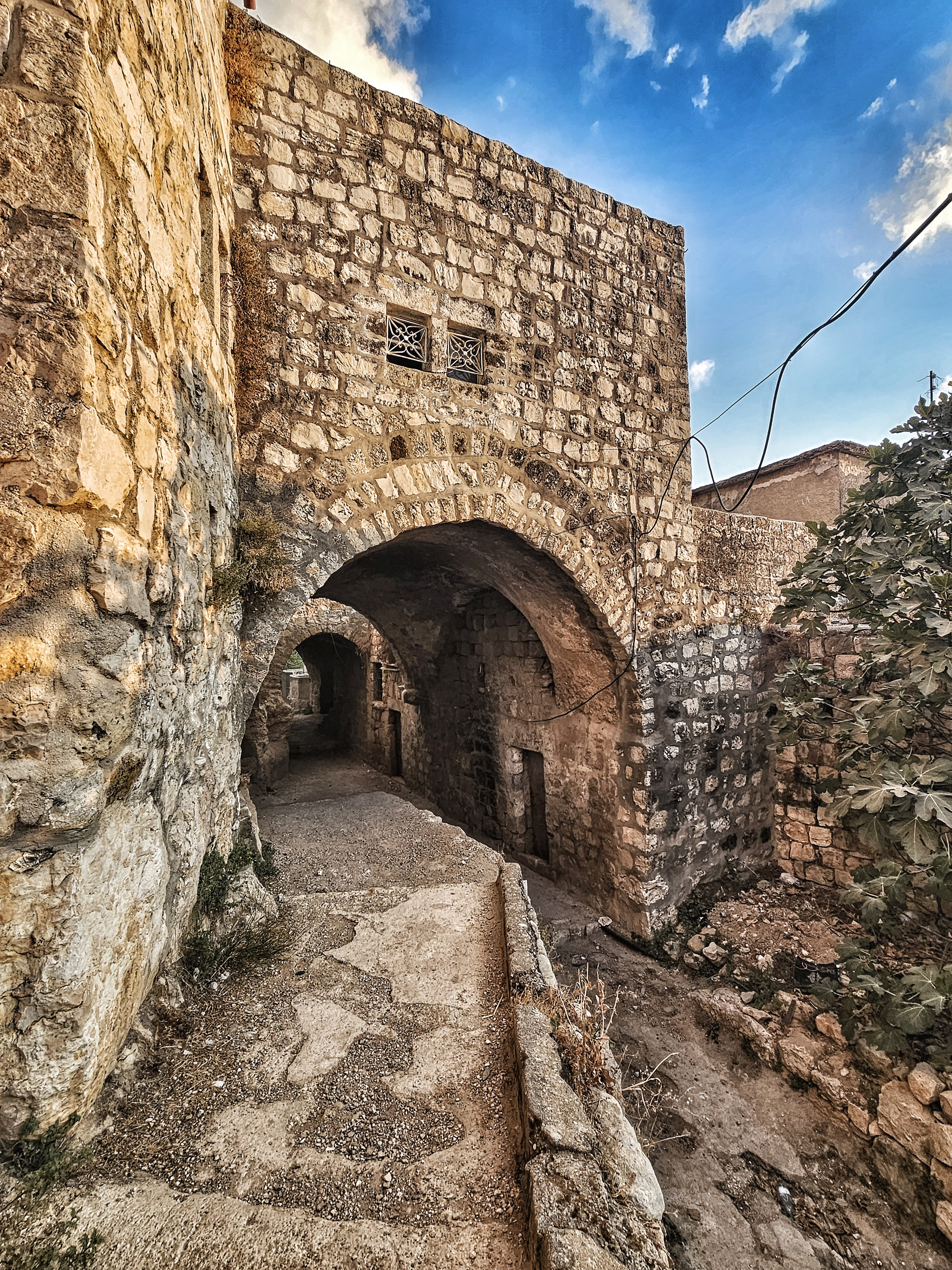
قرية عين عريك

عين عِريك  هي قرية فلسطينية تقع في الضفة الغربية من أراض السلطة الفلسطينية. وتتبع محافظة رام الله والبيرة،وقعت تحت الاحتلال الإسرائيلي في حرب 1967، وفقًا للجهاز المركزي للإحصاء الفلسطيني بلغ عدد سكان البلدة 1,567 نسمة في عام 2007، منهم مسلمين (65%) ومسيحيين (35%)، وبلغ عدد سكانها 1,774 نسمة في عام 2017..

## الموقع
تقع القرية على بعد 5.6 كيلومتر (3.5 mi) شمال شرق رام الله. ويحدها من الشرق عين قينيا، ومن الشرق والجنوب بيتونيا، ومن الغرب والشمال دير ابزيع ترتفع عن سطح البحر 550م، وتبلغ مساحة أراضيها الكلية 5900 دونم.

## سبب التسمية
ويقال أن سبب التسمية يعود إلى العصور الوسطى، حيث أطلق عليها الصليبيون اسم «بيت أريك» ومن ثم تحول الاسم إلى «بيت عريك».

## مساحتها وعدد سكانها
ترتفع 550م عن سطح البحر، تبلغ مساحتها الكلية للقرية 5934 دونماً، ومساحة المنطقة المبنية فيها 150 دونماً، وتحيط بها أراضي قرى عين قينيا وبيتونيا، ودير إبزيع، حيث يبلغ عدد سكان القرية 1664 نسمة، وذلك حسب تقديرات الجهاز المركزي للإحصاء الفلسطيني للعام 2004.

## مخيم عين عريك
أقيم على أراضي القرية مخيم عين عريك في فترة النكبة 1948، وتعود أصول سكانه إلى مناطق: اللد، والرملة، ويافا، وعنابة، وأبو شوشة، وجمزو، والبرية، والبرج، والقباب، وبير معين، والسافرية، والسوافير، وإشوع، وعسلين وساريس وعاقر والنعاني وصرعة.

## التاريخ

### العصر القديم
لم يتم إجراء أي مسوحات أثرية في القرية من قبل. يفترض البعض أن هذا هو مكان الأركيين ‏ المذكورين في الكتاب المقدس بأنهم يقعون بين بيت إيل وبيت ثورون.
إلى الجنوب الغربي من عين عريك تقع خربة الحافي، حيث تم العثور على فخار بيزنطي، إلى جانب شظايا زجاجية ومدرجات زراعية قديمة.
ربط هابيل عين عريك ببيت عريك، وهو مكان مذكور في نص سوري يعود إلى القرن الثاني عشر.
وفقًا لكوندر وكيتشنر، تم ذكر عين عريك في خريطة مارينو سانوتو للأرض المقدسة باسم أريشا.

### العصر العثماني
تم دمج عين عريك، مثل بقية فلسطين، في الإمبراطورية العثمانية في عام 1517، وفي عام 1596 ظهرت عين عريك في سجلات الضرائب باعتبارها تقع في ناحية القدس. وكان إجمالي عدد سكانها 24 أسرة، 14 مسلمة و10 مسيحية. كان اهالي القرية يدفعون الضرائب على القمح والشعير وأشجار الزيتون وكروم العنب وأشجار الفاكهة والماعز وخلايا النحل، بإجمالي 4300 آقجة.
في عام 1838، أشار إدوارد روبنسون إلى أنها قرية مسيحية جزئيًا، حيث كان عدد سكانها 25 رجلاً مسيحيًا، والباقي مسلمون. كانت تقع في قضاء بني حارث شمال القدس.
في عام 1870، وجد المستكشف الفرنسي فيكتور جورين أن عين عريك بها "أربعون منزلًا صغيرًا، يسكنها نصف مسلم ونصف يوناني منشق، ولديهم كنيسة. أظهرت قائمة قرية عثمانية تعود إلى نفس العام تقريبًا، 1870، أن عين عريك بها 41 منزلًا يسكنها 179 رجلاً مسلمًا، و24 منزلًا يسكنها 80 رجلاً مسيحيًا يونانيًا؛ بإجمالي 65 منزلًا يسكنها 259 رجلاً. شمل تعداد السكان الرجال فقط.
في عام 1883، وصف مسحٌ أجرته مؤسسة أبحاث فلسطين (PEF) لغرب فلسطين عين عريك بأنها " قرية صغيرة مبنية من الحجر في وادٍ عميق، بها كنيسة يونانية، وسكانها مسيحيون يونانيون. يوجد نبع ماءٍ جيد إلى الغرب منه جدول صغير. يحيط بالمكان أشجار الزيتون، وتحيط أشجار الليمون وأشجار أخرى بالمياه في بستان كثيف.
في عام 1896 قُدِّر عدد سكان القرية بحوالي 471 نسمة، نصفهم مسيحيون ونصفهم مسلمون.

### عصر الإنتداب البريطاني
في تعداد فلسطين عام 1922 الذي أجرته سلطات الانتداب البريطاني، بلغ عدد سكان عين عريك 365 نسمة؛ 165 مسلمًا و200 مسيحي ؛ 144 أرثوذكسيًا و56 كاثوليكيًا رومانيًا، وارتفع في تعداد عام 1931 إلى 494؛ 220 مسيحيًا و274 مسلمًا، يعيشون في 117 منزلًا.
وفي إحصاءات عام 1945 بلغ عدد سكان عين عريك 610 نسمة، منهم 360 مسلماً و250 مسيحياً، بينما بلغت المساحة الإجمالية للأراضي 5934 دونماً، وذلك وفقاً لمسح رسمي للأراضي والسكان. ومن هذه المساحة، تم تخصيص 2203 دونمًا للمزارع والأراضي القابلة للري، و1168 دونمًا للحبوب، بينما تم تصنيف 32 دونمًا كمناطق مبنية.

### العصر الإردني
بعد النكبة الفلسطينية عام 1948، وبعد اتفاقيات الهدنة عام 1949، أصبحت عين عريك تحت الحكم الإردني.
في عام 1961، بلغ عدد سكان القرية 1385 نسمة، منهم 260 مسيحيًا.

### بعد 1967
منذ حرب الأيام الستة عام 1967، أصبحت قرية عين عريك تحت الاحتلال الإسرائيلي. بعد اتفاقيات عام 1995، تم تصنيف 7.3% من أراضي القرية على أنها أراضي المنطقة ب، في حين أن 92.7% المتبقية هي أراضي المنطقة ج.